# Окружающая среда России
Окружа́ющая среда́ в России — обобщённое понятие, характеризующее природные условия среды обитания человека на территории Российской Федерации и состояние природы.

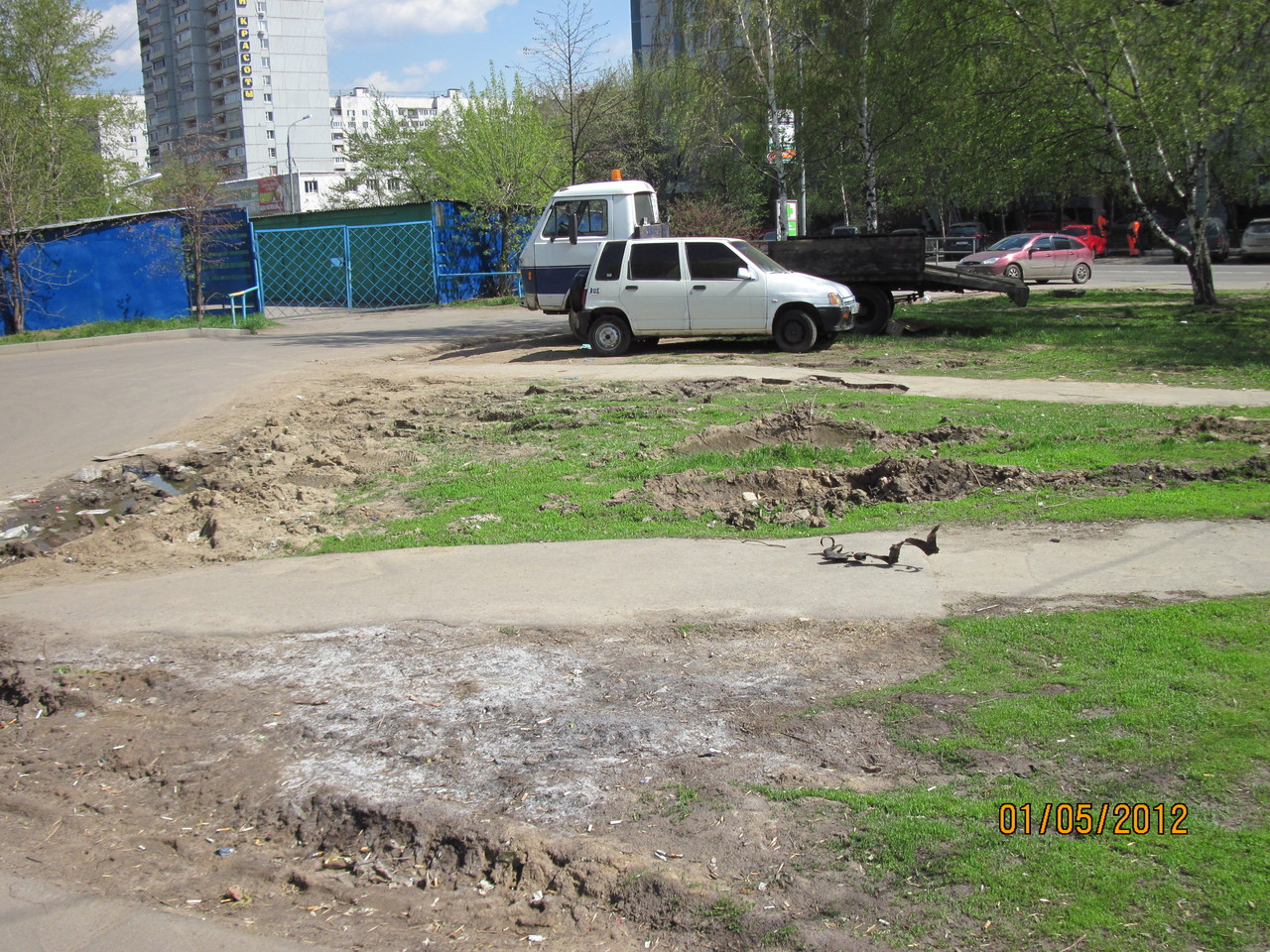
Антропогенная деградация почв и растительности — серьёзная проблема больших городов России. На фото: газон в Москве.

В России современная окружающая среда характеризуется большим количеством различных экологических проблем. Многие из них достались России в наследство от раннего Советского Союза, где присутствовал недостаток внимания к вопросам загрязнения окружающей среды, особенно в тяжелой промышленности и добыче полезных ископаемых. И хотя 1970-е и 1980-е годы ознаменовались зарождением сферы государственного урегулирования вопросов экологии, решить столь масштабные проблемы полностью не удалось. В результате, по некоторым оценкам, около 40 % территории России к концу 1990-х гг. испытывали на себе серьёзные экологические проблемы, такие, как обезлесение, радиоактивное загрязнение, загрязнение воздуха и воды. По официальным данным, на 15 % территории Российской Федерации, где проживает примерно 60 % населения, качество окружающей среды является неудовлетворительным. Основные положения экологической стратегии государства и главные направления укрепления экологического правопорядка отражены в Конституции РФ, статья 42 которой говорит о том, что каждый имеет право на благоприятную окружающую среду, достоверную информацию о её состоянии и на возмещение ущерба, причиненного его здоровью или имуществу экологическим правонарушением.

## Проблемы

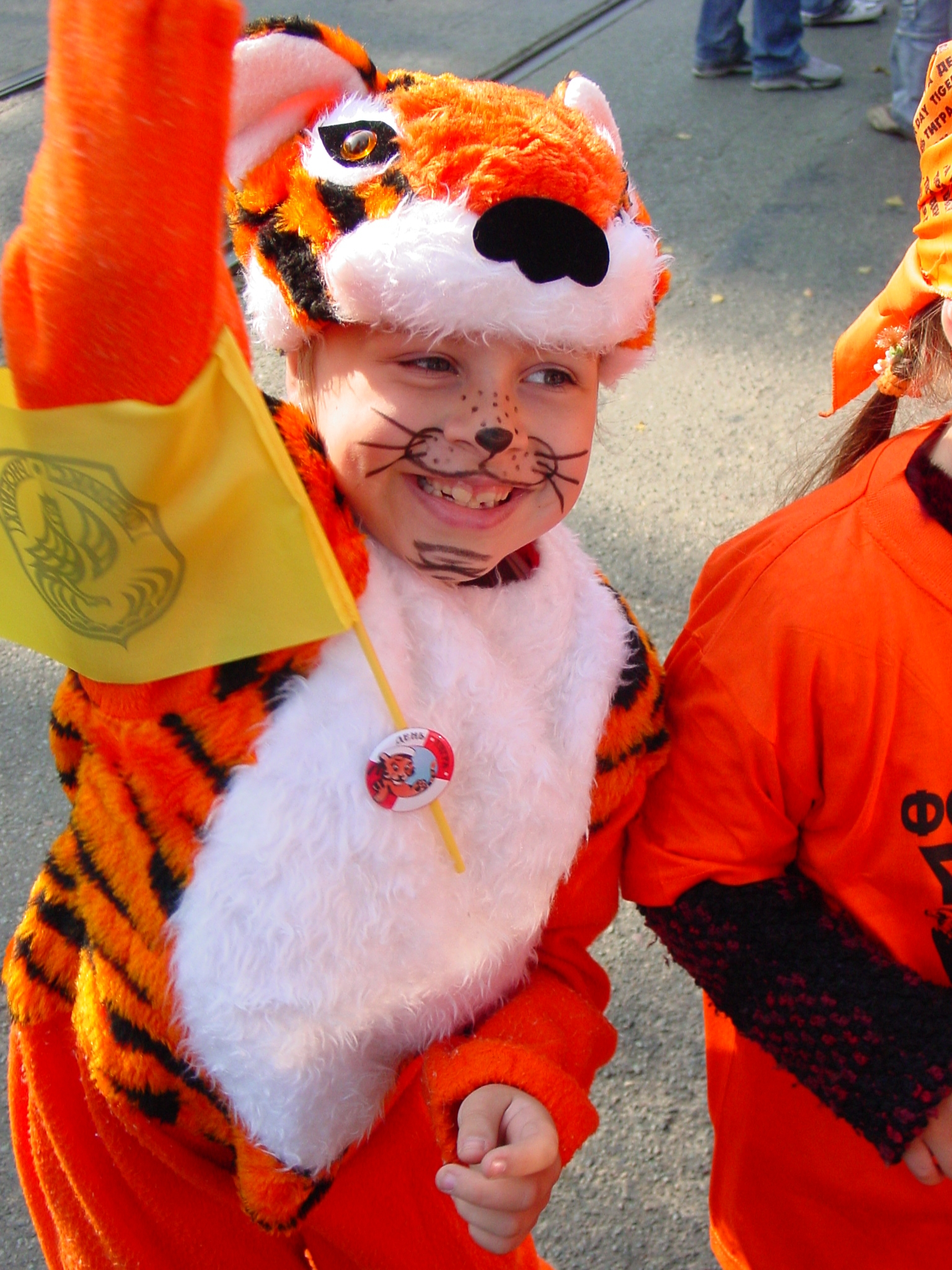
Празднование дня тигра во Владивостоке в 2006 г.

### Охрана окружающей среды
В России много ООПТ (особо охраняемых природных территорий), таких, как заповедники, национальные парки и заказники, которые созданы для защиты дикой природы. На данный момент в России 101 заповедник общей площадью 33,5 млн га или 335 тыс. км². Однако в России существует проблема браконьерства. Такие животные, как белый медведь, амурский тигр, кавказский леопард, снежный барс и некоторые другие находятся практически на грани вымирания. Их уничтожение во многом связано с нелегальным экспортом убитых животных за границу для дальнейшей их реализации в виде лекарств, украшений или одежды. Зачастую браконьерами становятся люди, которые потеряли работу и не могут законно осуществлять промысел животных или рыбы. Но, так или иначе, государство в некоторой мере обеспокоено состоянием дел и принимает меры по сохранению биоразнообразия в России. В 2010 году в городе Санкт-Петербург был проведен Тигриный саммит, на котором обсуждалась проблема вымирающей тигровой популяции на Дальнем Востоке, которой угрожают браконьерство и интенсивное обезлесение.

### Вырубка лесов

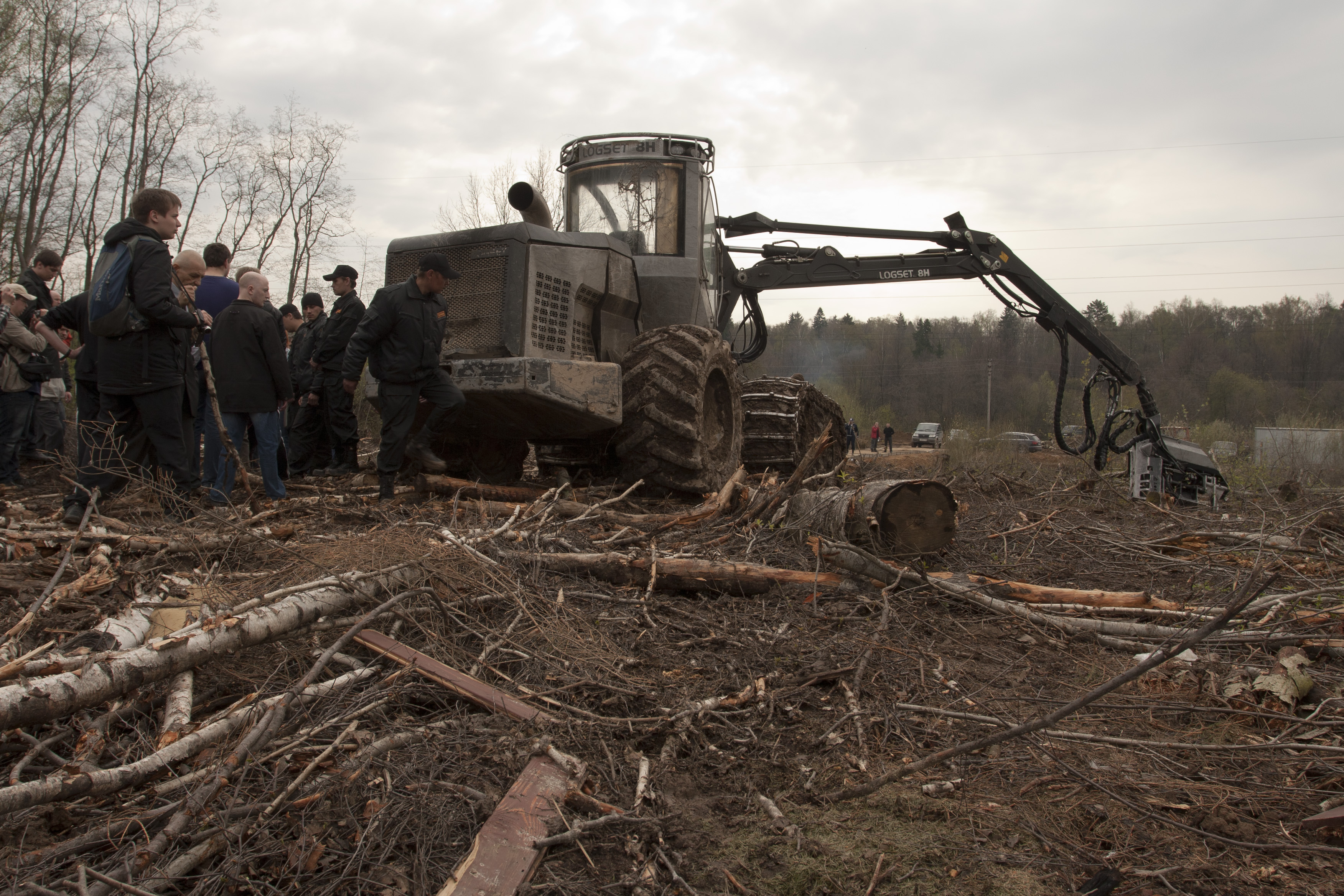
В Химкинском лесу, 2011 г.

Интенсивные рубки лесов привели к обезлесению во многих частях страны. Несмотря на некоторые попытки российских властей что-то предпринять в этой области, процесс обезлесения все набирает обороты. На северо-западе страны (Архангельская область, Карелия) и на Дальнем Востоке (Забайкальский край, Амурская область, Хабаровский край, Приморский край) очень распространены нелегальные рубки для дальнейшего экспорта сырой древесины в страны Скандинавии и Германию в первом случае и в Китай во втором. По оценкам Всемирного фонда дикой природы, Россия ежегодно теряет около 1 миллиарда долларов из-за нелегального экспорта древесины. 16 миллионов гектаров леса ежегодно уничтожаются в результате вырубок, пожаров и загрязнения окружающей среды. Неэффективные рубки приводят к тому, что 40 % срубленных деревьев не используются в дальнейшем. Политика российского правительства в отношении лесов проводится очень медленно и не приносит нужного эффекта.

### Производство энергии и окружающая среда
Неэффективное, а порой и расточительное потребление, использование электроэнергии в России в совокупности с использованием топливных полезных ископаемых для её производства также приводит к многочисленным экологическим проблемам. 68 % российской электроэнергии производится путём сжигания топливных полезных ископаемых. Министерство топливных ресурсов России признает, что обновление топливно-энергетического комплекса страны позволило бы сократить выбросы углекислого газа на 25 % при условии экономии около 1 миллиарда долларов ежегодно.
В 2021 году Правительство РФ одобрило законопроект об ограничении углеродных выбросов, который обяжет предприятия предоставлять отчет об углеродном следе. Новый документ затронет фабрики, которые ежегодно выбрасывают в атмосферу свыше 150 тыс. т CO₂. После 2024 года планка будет снижена до 50 тыс. т. Кроме этого подразумевается создание инфраструктуры, включающей систему учета выбросов, реестр углеродных единиц, алгоритм подтверждения результатов проектов по климату, способы снижения углеродного следа.

### Загрязнение

#### Загрязнение воды и водоемов

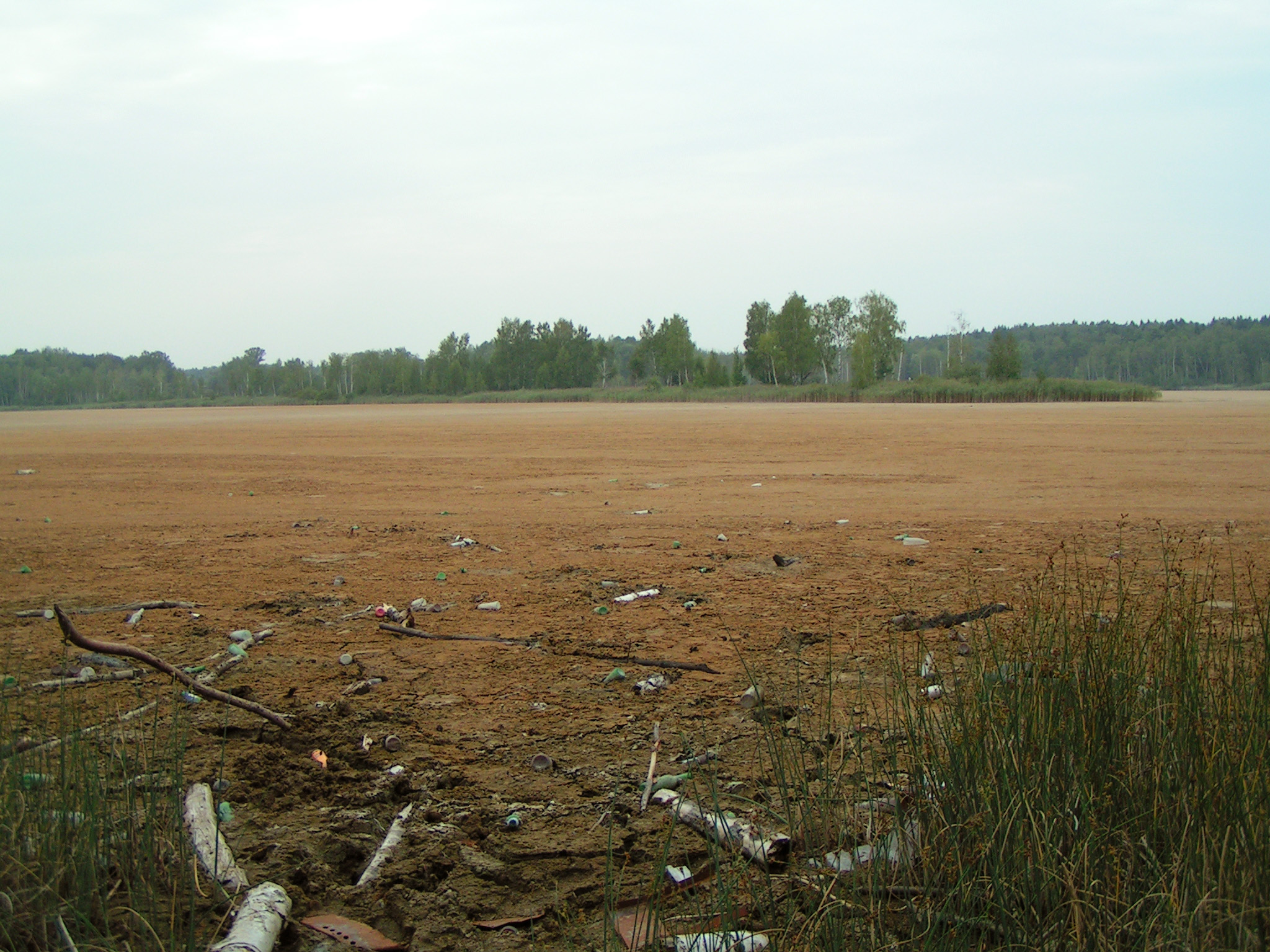
Мазуринское озеро недалеко от Москвы

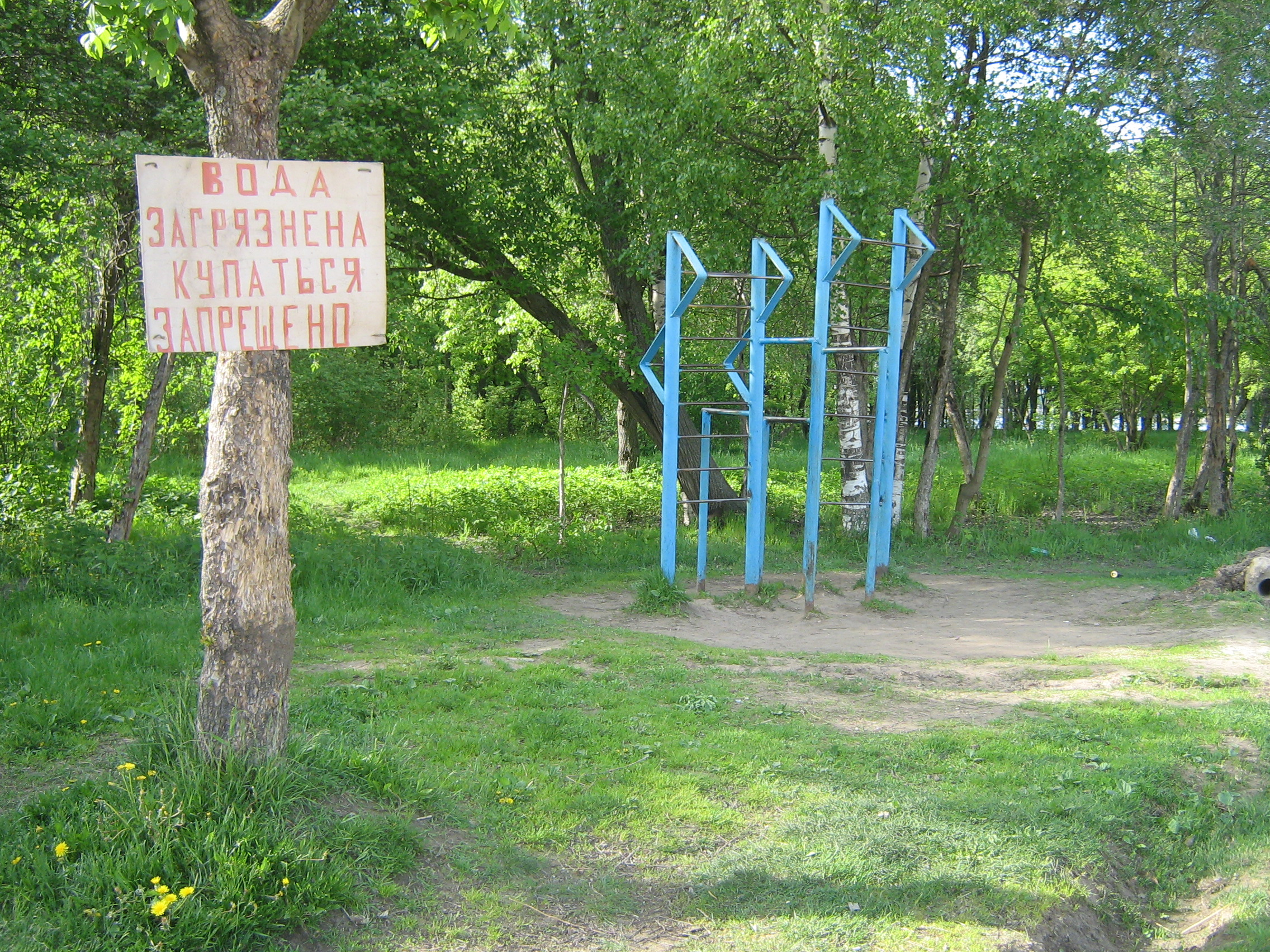
Под Санкт-Петербургом

Загрязнение водного бассейна в стране приняло очень большие масштабы. Реки и моря являются наиболее удобными для предприятий и городов способами избавления от отходов и сточных вод. По некоторым оценкам, 75 % поверхностных вод и 50 % всех вод страны сейчас загрязнены. Это вызвало серьезные проблемы со здоровьем у многих жителей как российских городов, так и деревень. Только 8 % сточных вод могут после очистки быть возвращены в водооборот коммунальных систем. Устаревшие и неэффективные очистные сооружения вместе с недостатком финансирования, изношенность основных фондов очистных сооружений привели к небывалому в советское время распространению заболеваний, передающихся водным путём, таких как холера, возбудитель которой был найден в Москве-реке в 1995 году. Стоки промышленных предприятий часто попадают в реки: по некоторым данным, именно попадание в Чёрное и Каспийское море сероводорода привело к массовому замору рыбы в этих водоемах. Ареной экологической борьбы стало озеро Байкал, которое загрязнял Байкальский целлюлозно-бумажный комбинат. После многочисленных протестов на нём была введена система замкнутого цикла водооборота, однако в период экономического кризиса 2009—2010 гг., предприятие работало с перебоями и вынуждено было прекратить использование данной системы, что вновь осложнило ситуацию вокруг комбината. Помимо БЦБК, загрязнение водных бассейнов и водоемов также осуществляют многочисленные целлюлозно-бумажные заводы северо-запада страны.

#### Загрязнение воздуха

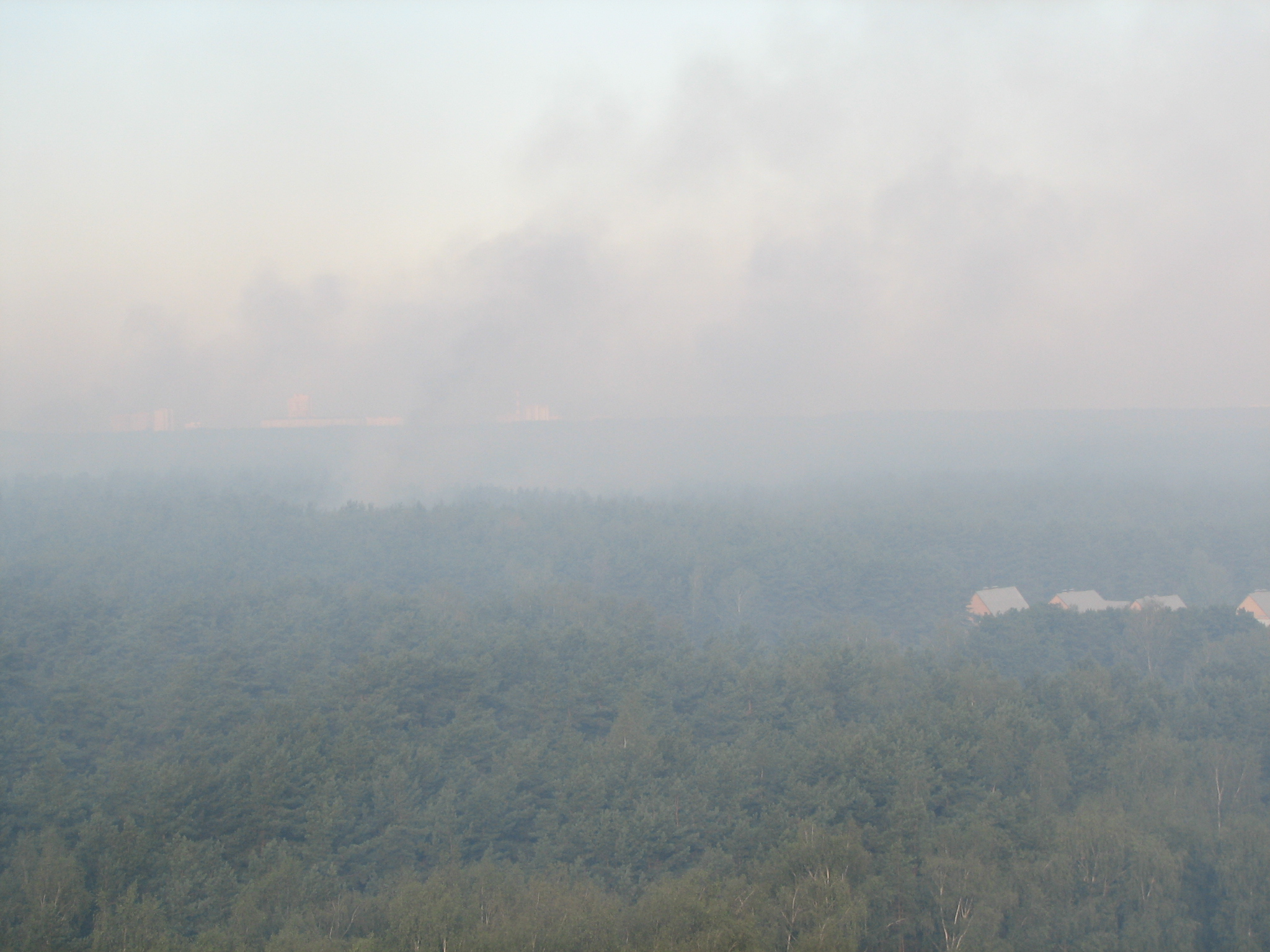
Лесные пожары под Москвой жарким летом 2010 года.

Российский воздух считался самым загрязненным во времена РСФСР, однако в связи с общим упадком промышленности в стране его качество заметно повысилось с 1990-х гг. 43,8 млн т. загрязнителей попало в атмосферу над Россией в 1993 году (из них 24,8 млн т. составили промышленные выбросы и 19 млн т. — транспортные). В 2011 году общий объём выбросов составил 32,6 млн т. (из них 19.2 млн т — промышленные и 13,4 млн т. — транспортные). Москва, Санкт-Петербург, Екатеринбург и Волгоград, а также многие другие промышленные центры страны концентрируют в себе загрязнения. Крупнейшим источником загрязнения атмосферного воздуха является Заполярный филиал ОАО ГМК «Норильский никель», на который приходится около 10 % всех выбросов от стационарных источников. В 119 городах России (58 % городов) степень загрязнения воздуха оценивается как очень высокая и высокая и только в 17 % городов — как низкая. В городах с высоким и очень высоким уровнем загрязнения атмосферного воздуха проживает 55,1 млн человек, что составляет 53 % городского населения России. В связи с увеличением количества автомобилей в России с начала 1990-х гг., транспортный фактор загрязнения атмосферы стал преобладать над промышленным. Загрязнение воздуха, по оценкам, провоцирует 10 % детских болезней, 41 % респираторных и 16 % эндокринных заболеваний.
По данным Роспотребнадзора при взятии проб атмосферного воздуха в 1996 году было допущено 8,8 % ошибочных и неудовлетворительных проб, в 2017 году доля ошибок снижена в 12,6 раз и составила 0,7 %. В 1996 году взята 631 тыс. проб, в 2017 году взято более 1 млн проб. Надзор за источниками выбросов загрязняющих веществ и круглосуточный мониторинг загрязнения атмосферного воздуха обеспечивает Росгидромет.

### Проблема радиоактивного загрязнения
В России широко используется ядерная энергия, на атомных электростанциях постоянно работает 31 ядерный реактор. Помимо этого, в составе военно-морского флота России находится 48 кораблей с атомной силовой установкой. В результате аварии на Чернобыльской АЭС и радиационных аварий на Урале радиоактивному загрязнению подверглись земли лесного фонда на площади около 1200 тыс. га. В Европейской части России наибольшие площади загрязнения расположены в Брянской, Калужской и Тульской областях. На Азиатской территории России наиболее значительной зоной загрязнения является Восточно-Уральский радиоактивный след, который образовался в результате аварии на ПО «Маяк» 29 сентября 1957 г. Комиссия по экологической безопасности, собранная в 1994, помогла привлечь внимание общественности к проблеме утилизации ядерных отходов.

### Бытовые отходы

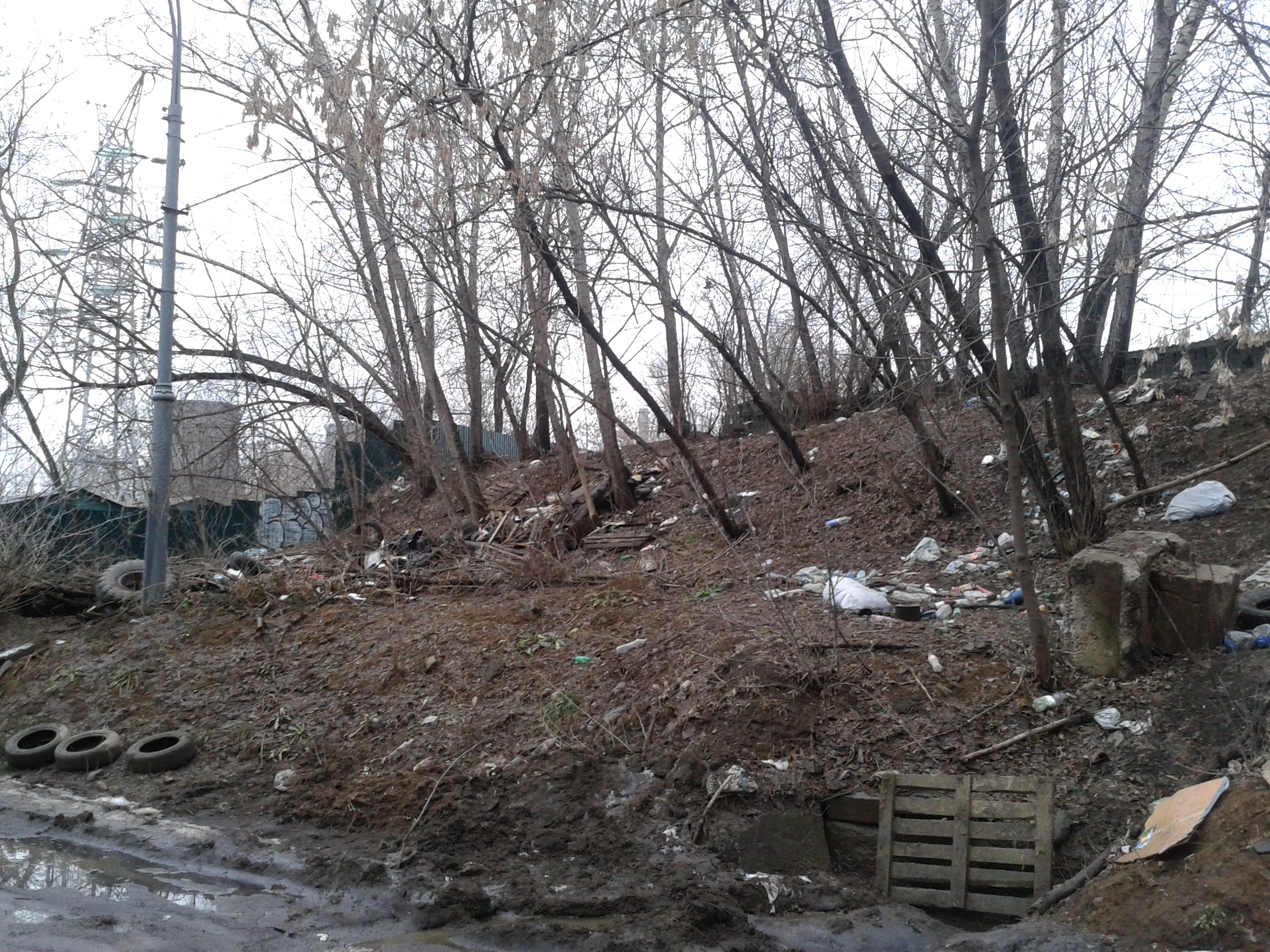
Почти в центре Москвы

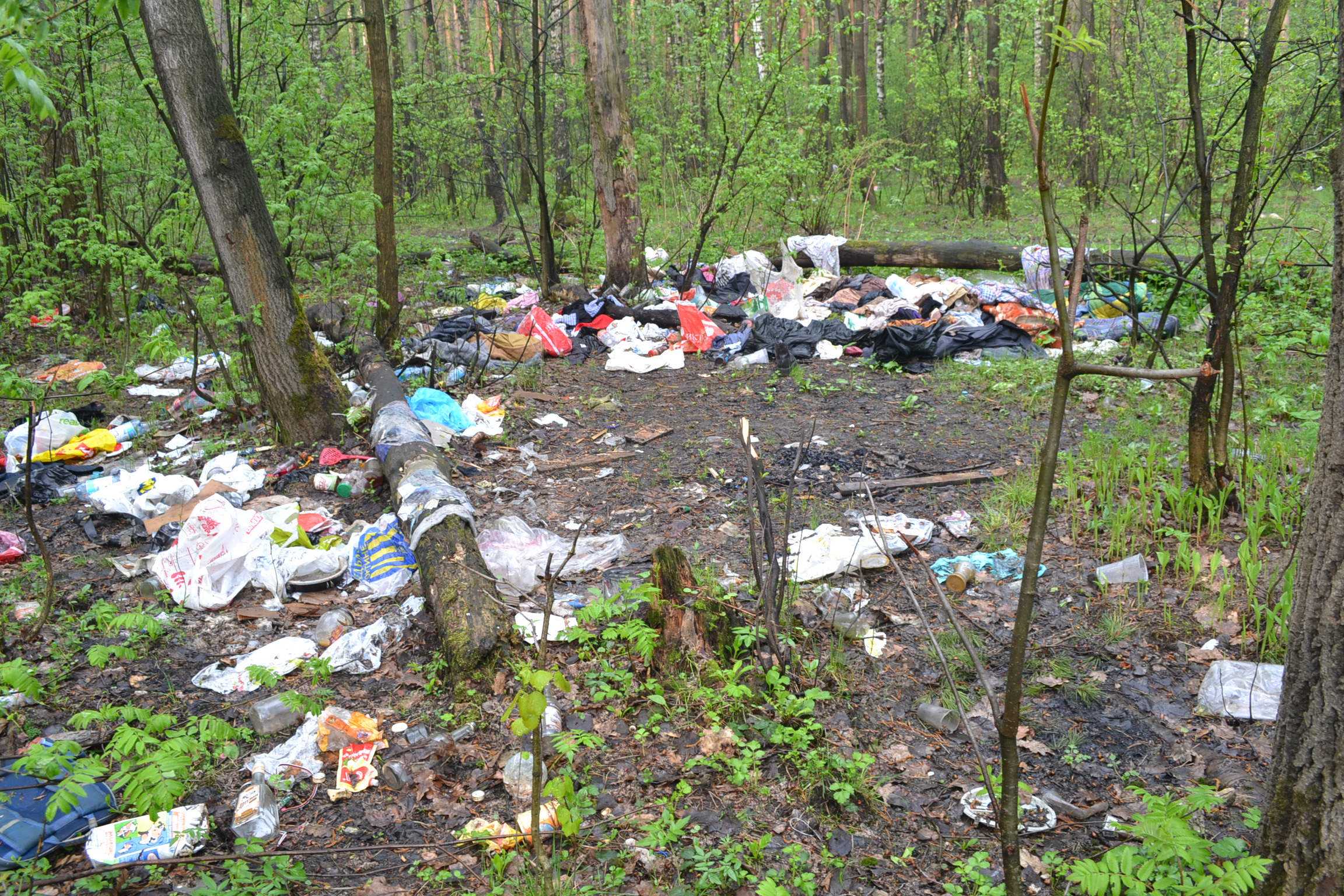
В подмосковном лесу

По результатам опроса, проведенного ВЦИОМ в ноябре 2013 года, граждане России считают, что бытовые отходы являются главной экологической проблемой страны. Ежегодно в России образуется несколько десятков миллионов тонн бытовых отходов. В 2011 году образовалось 52,9 млн тонн, что составило примерно 400 кг на человека. Методы управления отходами, применяемые в настоящее время в России, неэффективны и негативно влияют на окружающую среду. В странах ЕС в среднем утилизируется до 60 % бытовых отходов, в то время как в России — только 2-3 %.
Экологическая ситуация в месте проживания беспокоит половину россиян. Однако усилия по защите экологии от собственных бытовых отходов предпринимает только каждый пятый: развитие бережного отношения к природе, с точки зрения сбора мусора, тормозится из-за неразвитой инфраструктуры и недостатка информации. Об этом свидетельствуют результаты всероссийского опроса населения, проведенного Аналитическим центром НАФИ в июле 2017 г.

## Политика российских властей в отношении охраны окружающей среды

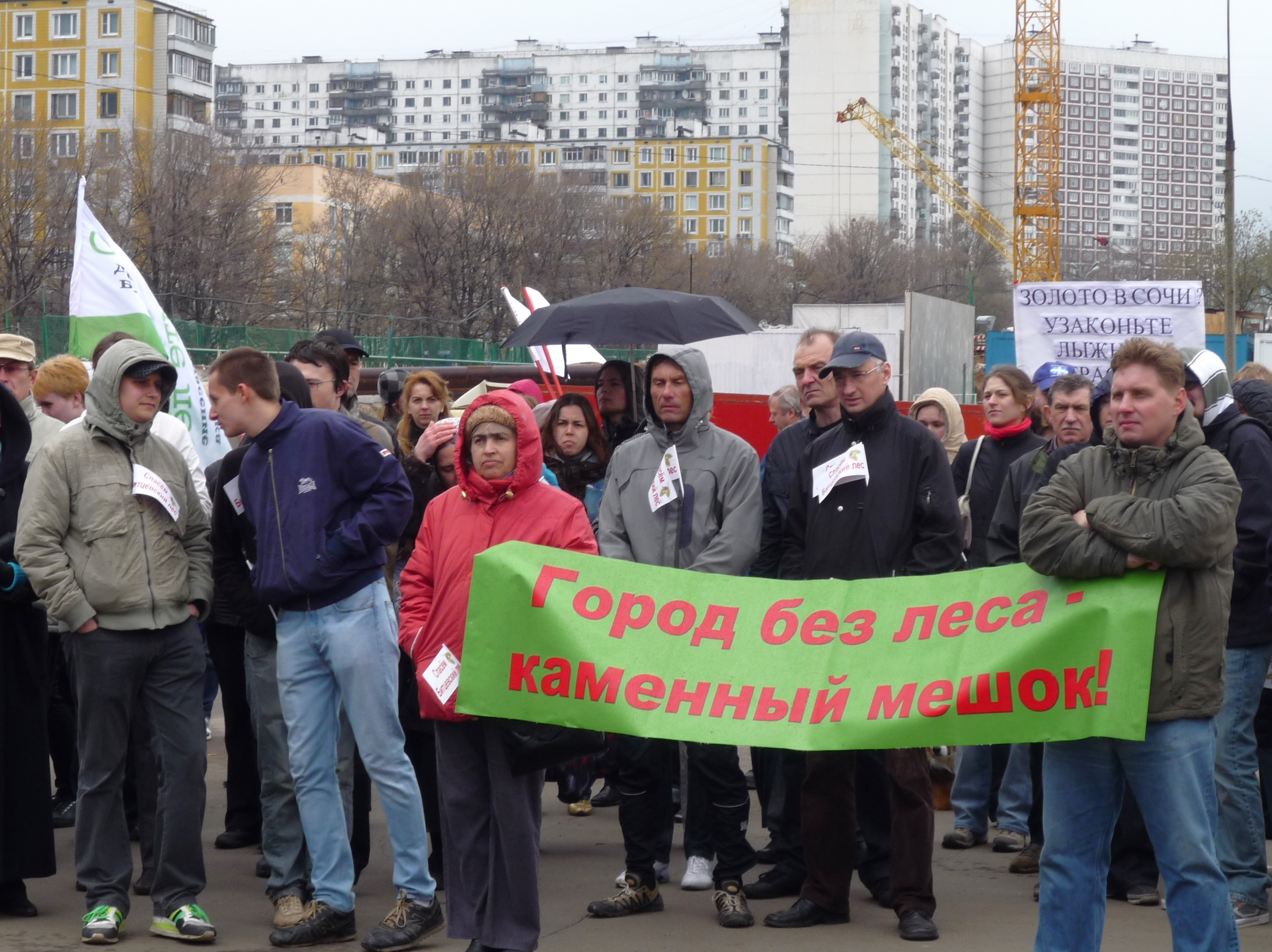
Митинг в защиту Битцевского леса в Москве 24 апреля 2010 года

В первой половине 1990-х годов в России регулярно устраивались консультации и общественные слушания по вопросам охраны окружающей среды с участием экоактивистов. Однако к второй половине 1990-х годов взаимоотношения экоактивистов и властей ухудшились. В частности, Алексей Яблоков уже в конце 1993 года отказался от должности советника президента России по экологической безопасности, поскольку к его советам не прислушивались.
В 2003 году, комментируя отказ России ратифицировать Киотский протокол (обязывающий развитые и развивающиеся страны сократить выбросы парниковых газов до уровня 1990 года), президент РФ Владимир Путин шутливо заметил, что глобальное потепление не так уж плохо для такой северной страны, как Россия, поскольку «мы могли бы меньше тратить на шубы, и урожай зерна увеличился бы», но в 2004 году закон о ратификации Киотского протокола он все-таки подписал. В апреле 2016 года Россия подписала Парижское соглашение о климате 2015 года, хотя до этого российские власти неоднократно критиковали основные идеи этого соглашения. 
В 2022 году в связи с российским вторжением на Украину усилилось давление государства на всех критиков властей, в том числе и на экоактивистов. В 2022 году более 100 российских экоактивистов подверглись преследованиям за защиту природы и более 40 — за антивоенные выступления. В 2023 году три российские экологические организации были внесены в реестр «иностранных агентов», а деятельность еще пяти организаций была признана «нежелательной на территории РФ», в частности, WWF и Greenpeace, которые работали в России больше 30 лет.

### Национальный проект «Экология»
С 2019 по 2024 годы в России был запущен национальный проект «Экология». Цели проекта заключаются в уменьшении количества несанкционированных свалок в границах городов, снижении загрязнения воздуха в крупных городах, повышении качества питьевой воды, улучшении ситуации в Волге, Байкале и Телецком озере, создании новых особо охраняемых природных территорий и сохранении лесов в России.

### Борьба с климатическими изменениями
В 2023 году президент России Владимир Путин утвердил новую Климатическую доктрину Российской Федерации. Одна из ее важнейших целей — достичь к 2060 году углеродной нейтральности. Позже глава государства сообщил, что для этого Россия использует все доступные способы: от экологически чистых технологий во всех светах экономики до атомной и гидроэнергетики.

### Президентский фонд природы
7 февраля 2025 года глава РФ Владимир Путин подписал указ о создании Президентского фонда экологических и природоохранных проектов, который был зарегистрирован 3 марта того же года. Главная цель Фонда —  поддержка природоохранных проектов. В 2025 году на это планировалось распределить 1 млрд рублей.  